# Derecho de autor en Rusia
Los derechos de autor en Rusia se desarrollaron originalmente en el mismo sentido que en el resto de países de Europa Occidental. Las primeras leyes de derechos de autor se remontan a 1828 y a 1857, estando vigente esta última unos 50 años. La ley de derechos de autor de 1911 fue inspirada por las leyes occidentales de la tradición europea continental. Una notable excepción del derecho de autor ruso era la "libertad de la traducción" de cualquier trabajo, con lo que podían libremente ser traducidos a otro idioma.
Bajo el régimen soviético, la ley de derechos de autor fue modificada para ajustarse más a la economía e ideología socialista. La duración del derecho de autor se ha reducido, primero a 25 años a partir de la primera publicación de una obra y luego en 1928 a 15 años después de la muerte del autor, antes de que se volviese a aumentar a 25 años p.m.a. en 1973, cuando la URSS se unió a la Convención Universal sobre Derecho de Autor.
Después de la desaparición de la Unión Soviética, la Federación de Rusia en un primer momento se hizo cargo, asumiendo la última legislación Soviética de 1991, que ni siquiera había entrado en vigor en la propia URSS. En 1993, una nueva ley, modernizó los derechos de autor de Rusia, la cual estaba en línea con los tratados internacionales de derechos de autor. Como parte de un proyecto para desarrollar un nuevo Código Civil de Rusia, la ley de derechos de autor fue reescrita por completo e integrada en el Código Civil en 2006, con las nuevas disposiciones, entrando en vigor el 1 de enero de 2008.